# Почувадло
Почувадло (слч. Počúvadlo) насељено је мјесто са административним статусом сеоске општине (слч. obec) у округу Банска Штјавњица, у Банскобистричком крају, Словачка Република.

## Становништво
| Година:    | 1994. | 2004.    | 2014.    | 2024.    |
| ---------- | ----- | -------- | -------- | -------- |
| Број људи: | 147   | 123      | 95       | 85       |
| Разлика:   |       | -16,32 % | -22,76 % | -10,52 % |

| Година:    | 2023. | 2024.   |
| ---------- | ----- | ------- |
| Број људи: | 84    | 85      |
| Разлика:   |       | +1,19 % |

Према подацима о броју становника из 2011. године насеље је имало 101 становника.